# 北野通

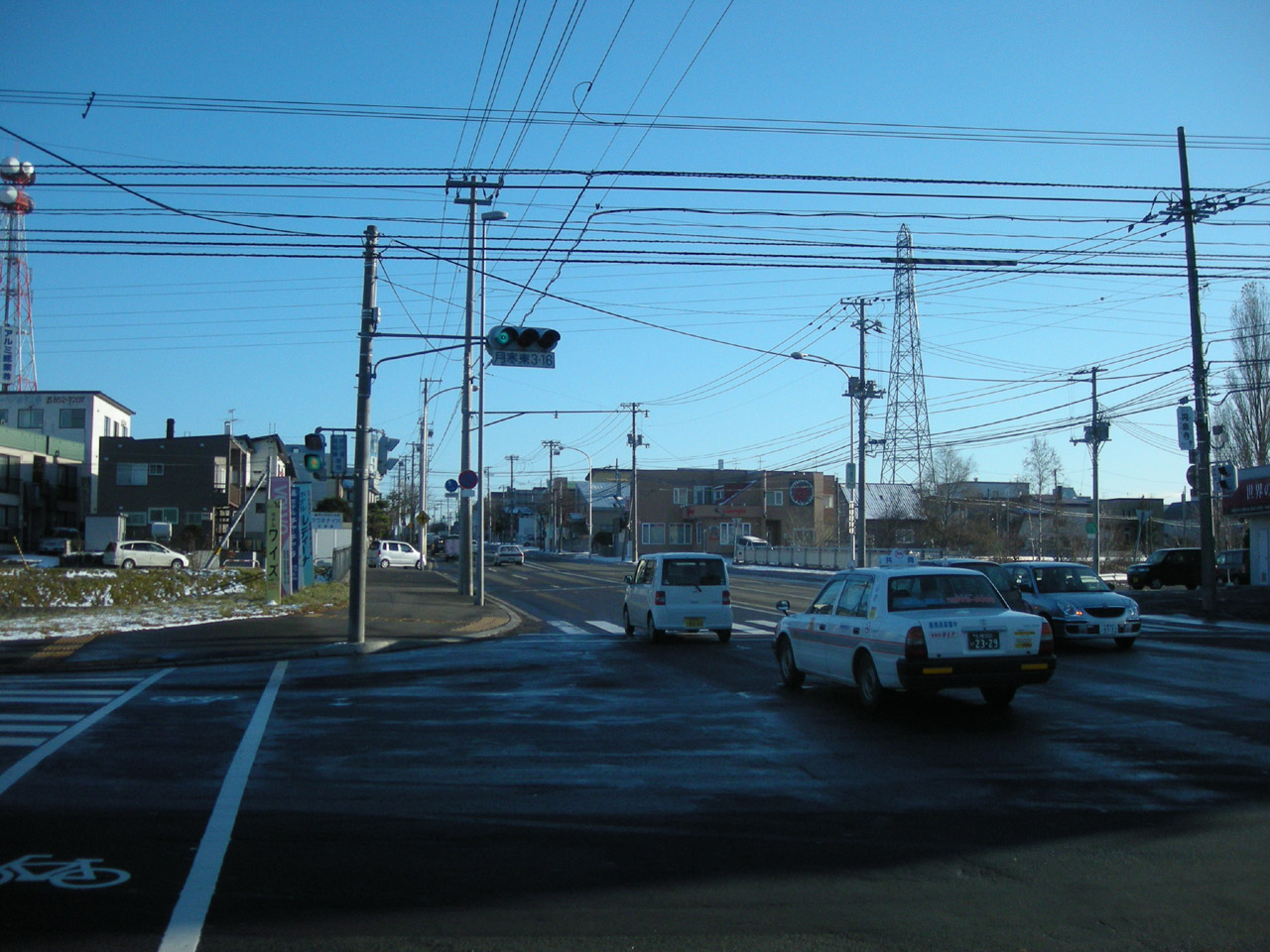
北野通

北野通（きたのどおり）は、北海道札幌市豊平区から清田区に至る札幌圏都市計画道路である。

## 概要
- 起点： 札幌市豊平区月寒東3条3丁目（白石中の島通交点）
- 終点： 札幌市清田区平岡3条5丁目（厚別中央通交点）
- 延長： 6.86km

- 札幌市認定道路
  - 豊平区月寒東3条3丁目から月寒東2条11丁目 - 路線名:月寒東3条線、路線番号:3-50-00119
  - 豊平区月寒東2条11丁目から月寒東2条16丁目 - 路線名:東月寒83号線、路線番号:3-50-01659
  - 豊平区月寒東2条16丁目から清田区北野3条5丁目 - 路線名:北野通線、路線番号:3-00-09620
  - 清田区北野3条5丁目から清田区平岡3条5丁目 - 路線名:平岡39号線、路線番号:3-55-01684（直進の青葉平岡通の一部も平岡39号線）

## 地理
- 豊平区月寒東3条3丁目から南東へほぼ一直線に伸びる道路である。全線に渡り国道36号の北側に並行している。
- 札幌市立月寒中学校そばに、東北通と接続する道路があるが、そこは北野通ではない。

## 主な接続道路
- 白石中の島通
- 水源池通
- 北海道道453号西野白石線（白石藻岩通）
- 向ヶ丘通
- 東月寒通
- 清田通
- 北海道道341号真駒内御料札幌線（厚別滝野公園通）
- 上野幌平岡通
- 厚別中央通

## 河川
- 月寒川
- うらうちない川
- 吉田川
- 厚別川

## 周辺
- 札幌市立月寒中学校
- 北海道札幌月寒高等学校
- ハローワーク札幌東
- 札幌市月寒体育館
- 札幌市月寒屋外競技場
- 札幌市立月寒東小学校
- 札幌東自動車学校
- 北海道農業専門学校
- 北海道工業技術研究所
- 札幌市立東月寒中学校
- 札幌市豊平区体育館
- 札幌市立北野小学校
- 札幌市立北野平小学校
- 札幌市立北野中学校
- 市立札幌清田高等学校
- 北海道コカ・コーラボトリング
- 札幌市立清田小学校
- 清田区役所
- 美しが丘自動車学校
- 札幌市立平岡中学校
- 札幌市立平岡南小学校
- 北海道札幌平岡高等学校
- 平岡公園